# Bundesstraße 462
De Bundesstraße 462 (afkorting: B462) is een bundesstraße in de Duitse deelstaat Baden-Württemberg.
De weg begint bij Rastatt en loopt via Gaggenau, Forbach, Baiersbronn, Freudenstadt, Alpirsbach, Schenkenzell en Schramberg naar Rottweil. De weg is 114 kilometer lang.

## Routebeschrijving
De B462 begint bij Rastatt op een kruising met de B3  en kruist bij afrit Rastatt-Nord de A5. De weg loopt door het noorden van het Zwarte Woud en loopt via een rondweg langs Muggensturm, Kuppenheim, Bischweier, Bad-Rotenfels, Gaggenau, door Forbach, Baiersbronn. Dab komt de B462 in Freudenstadt hier sluit  de B294 en loopt met de B294 mee door Freudenstadt, Loßburg, Alpirsbach naar Schiltach waar de B294 afbuigt. De B462 loopt  nog door Schramberg en Dunningen, waarna ze bij afrit Rottweil de A81 kruist en ze bij afrit Rottweil-Nord eindigt op de B27, die de rondweg van Rottweil vormt.

## Geschiedenis
De B462 volgt een oude handelsroute die de Schwarzwald-Tälerstraße heet, en door de dalen van het Zwarte Woud loopt, in tegenstelling tot de Schwarzwald Hochstraße (B500). In 1997 opende de 1.527 meter lange tunnel in Gernsbach en in 2001 is het deel tussen Rastatt en Gaggenau naar 2x2 rijstroken verbreed. Op 29 augustus 2014 opende de rondweg van Dunningen.

## Verkeersintensiteiten
In 2010 reden dagelijks 23.000 voertuigen bij Rastatt en dalend van 32.000 tot 10.000 voertuigen tussen de A5 en Gernsbach. Zuidelijk van Gernsbach is de weg met 4.800 tot 5.400 voertuigen rustiger tot aan Baiersbronn en 12.000 voertuigen bij Freudenstadt. Tussen Schiltach en Schramberg rijden 7.700 voertuigen, daarna stijgend naar 13.000 tot 16.000 voertuigen tussen Schramberg en Rottweil.